# Аквајола - Гратијано (Перуђа)
Аквајола - Гратијано (итал. Acquaiola - Gratiano) је насеље у Италији у округу Перуђа, региону Умбрија.
Према процени из 2011. у насељу је живело 30 становника. Насеље се налази на надморској висини од 229 м.